# Índio gigante

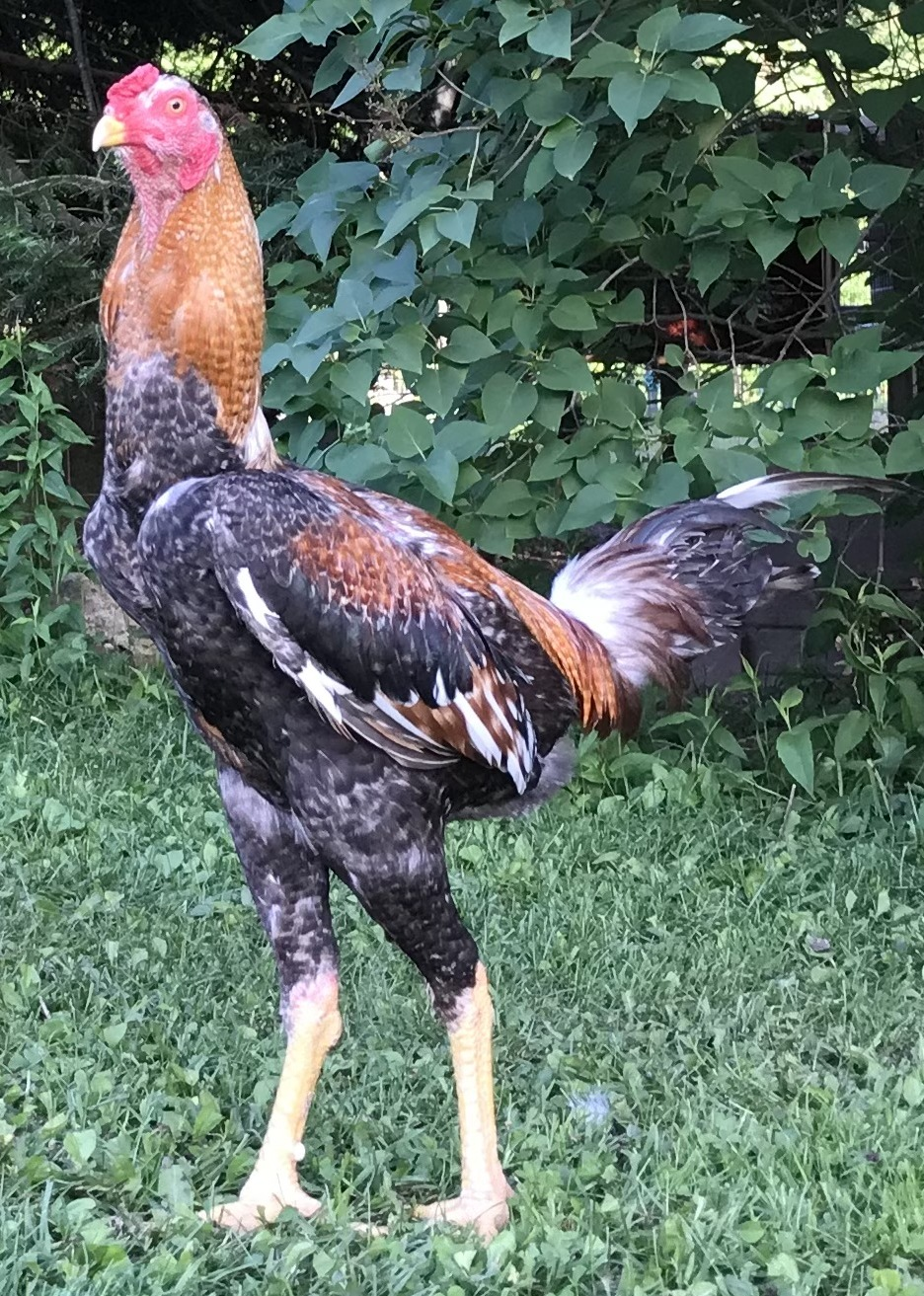
Haan

De Índio gigante of Braziliaans reuzenhoen is een relatief nieuw hoenderras dat in Brazilië ontwikkeld is. Onder de gedomesticeerde kippen behoort het ras tot de allergrootsten.

## Geschiedenis
De eerste berichten over reuzenhoenders in Brazilië dateren uit de jaren 90 van de laatste eeuw en wel uit de staten Minas Gerais en Goiás. Op de genetische basis van Maleiers en vooral Shamos werden door hobbyfokkers steeds grotere dieren gefokt. Informele internetgroepen van fokkers leidden in 2014 tot de stichting van een speciaalclub, de "Associação Brasileira dos criadores de aves da raça Índio Gigante". Hieruit resulteerde een rasstandaard.

## Eigenschappen

### Grootte
De belangrijkste eigenschap van het ras is de grootte. Om aan de standaard te voldoen, moeten volwassene hanen minstens 1,05 m en de hennen minstens 0,90 m groot zijn. De haan heeft een minimaal gewicht van 4,5 kg, de hen 3,0 kg. De meting van de lengte van het dier wordt om stress te vermijden meestal in liggende houding uitgevoerd. De afstand tussen de middelste teen en de punt van de snavel wordt dan na strekking van het dier gemeten. Intussen worden hanen van 1,24 m beschreven.

### Andere kenmerken
De loopbenen zijn geel. De opgerichte houding moet overeenkomen met die van vechthoenders. De erwtenkam is klein, de kop en de ogen relatief groot. De ruglijn is, zoals bij de Maleier en de Bergse kraaier, licht gebogen ("visrug").